# Новгород (Запорожская область)
Новгород (укр. Новгород) — село,
Зорянский сельский совет,
Розовский район,
Запорожская область,
Украина.
Код КОАТУУ — 2324981803. Население по переписи 2001 года составляло 260 человек.

## Географическое положение
Село Новгород находится на расстоянии в 2,5 км от села Заря.

## История
- 1843 год — дата основания как село Дармштадт.
- В 1918 году переименовано в село Новгород.